# تسوتومو میازاکای
تسوتومو میازاکای (انگلیسی: Tsutomu Miyazaki؛ ۲۱ اوت ۱۹۶۲ – ۱۷ ژوئن ۲۰۰۸) قاتل زنجیره‌ای اهل ژاپن بود. او دختران ۴ تا ۷ ساله را در ماشین خود ربود و قبل از تکه تکه کردن آنها و آزار اجساد آنها را کشت. او همچنین به  آدم‌خواری (انسان‌ها) مشغول بود، اعضای بدن را به عنوان غنائم حفظ می کرد.